# 貝爾普萊恩 (愛荷華州)
貝爾布萊恩（英語：Belle Plaine）是一個位於美國愛荷華州本頓縣的城市。

## 地理
貝爾布萊恩的座標為41°53′48″N 92°16′39″W / 41.89667°N 92.27750°W，而該地的平均海拔高度為252米（即827英尺）。

## 人口
根據2010年美國人口普查的數據，貝爾布萊恩的面積為8.37平方千米，當中陸地面積為8.34平方千米，而水域面積為0.03平方千米。當地共有人口2534人，而人口密度為每平方千米302人。